# Gerencia política
La gerencia política (o gestión política) es un campo profesional amplio y en constante evolución que abarca una serie de actividades en la política activa. El campo incluye la consultoría y gestión de campañas, creación y adquisición de publicidad, la política de base, la investigación de la oposición, defensa de temas, cabildeo, recaudación de fondos y sondeos de opinión. Algunos consideran que la gestión política es una forma aplicada de la ciencia política. 

## Historia
Los gerentes políticos surgieron por primera vez durante el siglo XX cuando la política estadounidense se alejó de la política centrada en partidos hacia una atmósfera centrada más en los candidatos individuales. Los candidatos empezaron a contratar a su propio personal para gestionar las decisiones estratégicas, recaudar fondos y manejar las actividades de la campaña del día a día. Inicialmente fueron contratadas empresas de relaciones públicas corporativas para gestionar campañas. Sin embargo, las empresas de relaciones públicas que se especializan en las campañas políticas comenzaron a aparecer durante los años 1950 y 60. Uno de los primeros profesionales a ser etiquetado como un "consultor político" era Joseph Napolitano que llegó a fundar la Asociación Americana de Consultores Políticos. Eventualmente consultores especializados en aspectos específicos de la campaña comenzaron a crecer en popularidad, al igual que Tony Schwartz, el creador del ahora famoso anuncio "Daisy", y uno de los primeros consultores de medios especializados en campañas políticas. Después de los medios de comunicación, la votación fue uno de los primeros servicios solicitados por los directores de campaña, seguido por el correo directo. Hoy en día, los gestores políticos se especializan en una amplia gama de áreas, incluyendo la estrategia, la votación, el correo directo, la recaudación de fondos, diseño de páginas web, grupos de presión, y alentar el voto.
Varias universidades ofrecen títulos de postgrado en la gestión política y la política aplicada.